# Diaconia
Diaconia. Journal for the Study of Christian Social Practice ist die erste Fachzeitschrift zur Diakoniewissenschaft. Die englischsprachige, interdisziplinäre Zeitschrift wurde 2010 gegründet. Sie enthält international ausgerichtete Beiträge zur christlich-sozialen Arbeit aus den unterschiedlichsten Bereichen. Neben den wissenschaftlichen Beiträgen enthält sie praktische Arbeits- und Werkstattberichte. Diaconia wird herausgegeben von Trygve Wyller aus Oslo und erscheint zweimal jährlich im Verlag Vandenhoeck & Ruprecht in Göttingen.